# Ehrendorferia
Ehrendorferia är ett släkte av vallmoväxter. Ehrendorferia ingår i familjen vallmoväxter.
Kladogram enligt Catalogue of Life:
| Ehrendorferia | \| \| Ehrendorferia chrysantha \| \| \| \| \| \| Ehrendorferia ochroleuca \| \| \| \| |
|               | \| \| Ehrendorferia chrysantha \| \| \| \| \| \| Ehrendorferia ochroleuca \| \| \| \| |
|               | Ehrendorferia chrysantha                                                              |
|               |                                                                                       |
|               | Ehrendorferia ochroleuca                                                              |
|               |                                                                                       |

## Bildgalleri

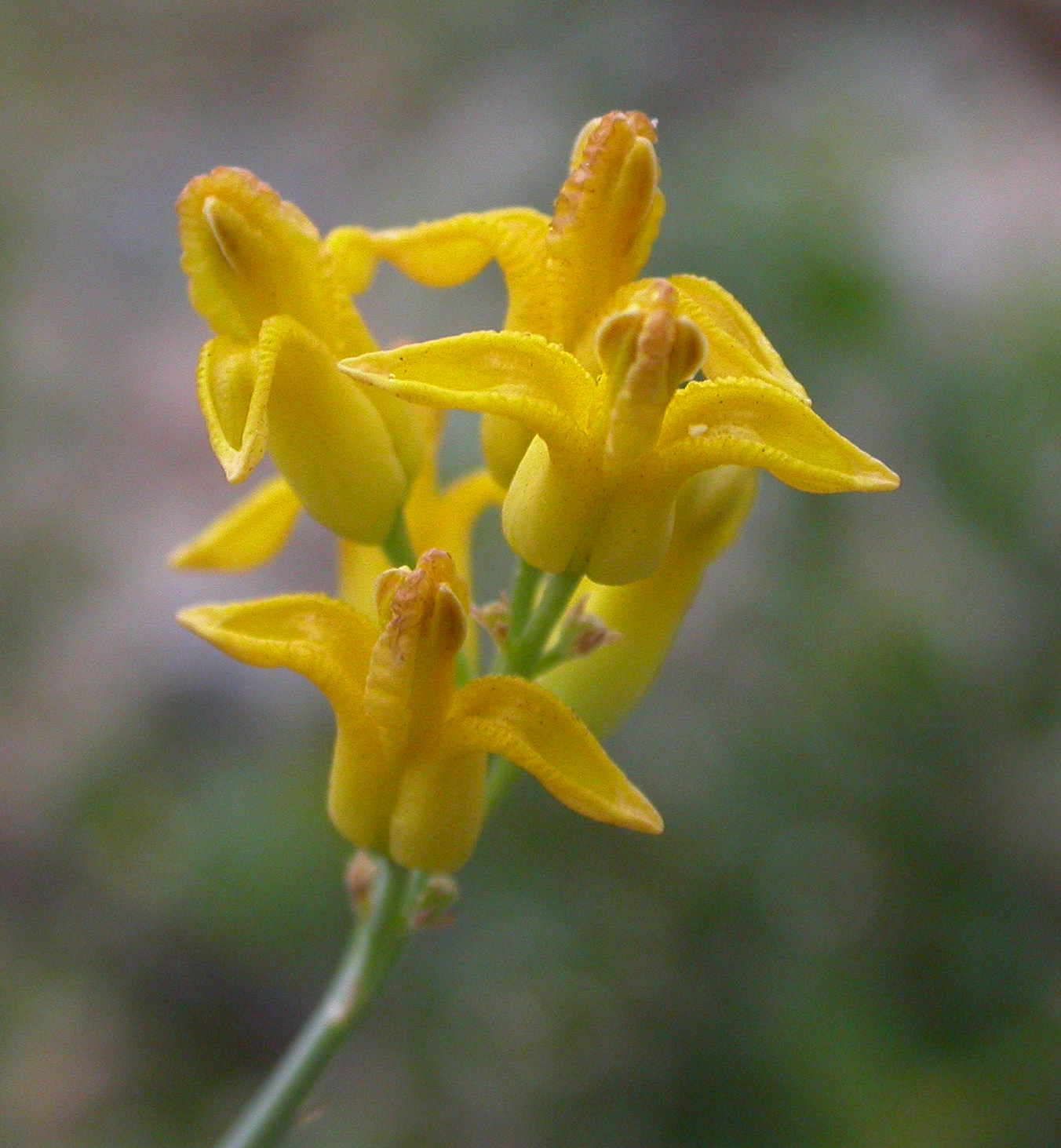
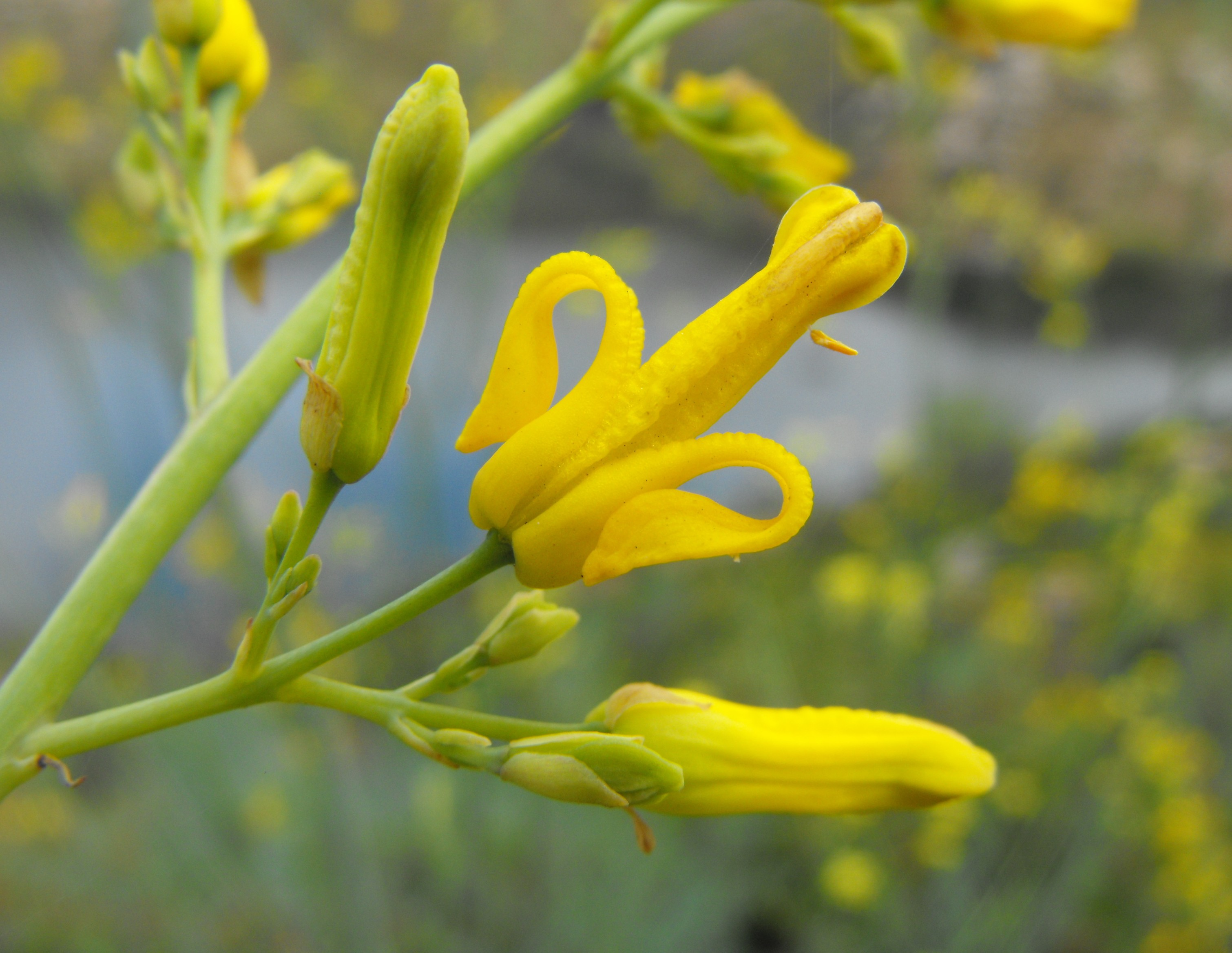
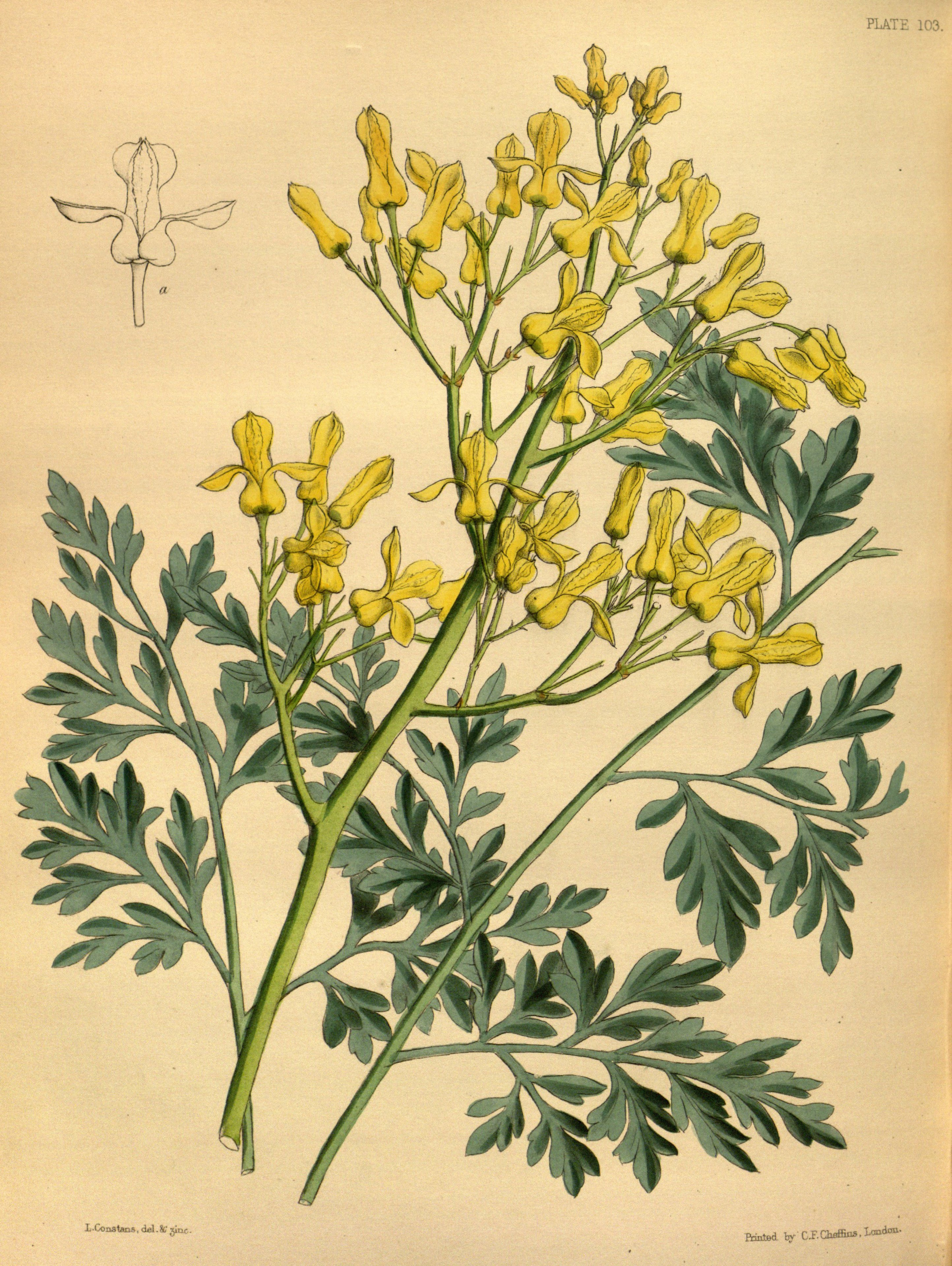
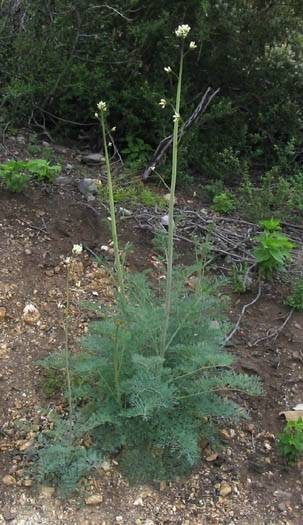